# ウィリアム・エイトン

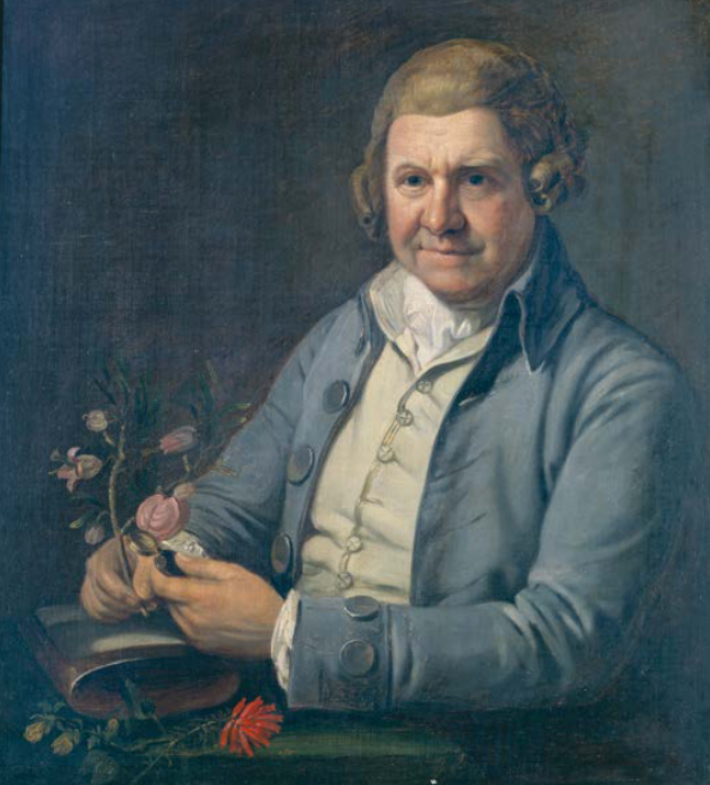
ウィリアム・エイトン

ウィリアム・エイトン（William Aiton, 1731年 - 1793年2月2日）は、スコットランド出身の植物学者。

## 経歴
サウス・ラナークシャーのハミルトンに生まれた。造園家としての訓練を受けた後、1754年にロンドンへと向かい、チェルシー・フィジック・ガーデンの顧問であったフィリップ・ミラーの元で助手を務めている。1759年に新設されたキュー・ガーデンの園長に任命され、その死まで職を務めた。
1789年に著書 "Hortus Kewensis" を出版している。この書物の第2版は1810年から1813年にかけて息子のウィリアム・タウンゼント・エイトンによって出版された。ウィリアム・タウンゼント・エイトンはエイトンの没後、キュー・ガーデンズの園長の仕事を引き継いだ。